# 西イリアン国際連合保安隊
西イリアン国際連合保安隊（にしイリアンこくさいれんごうほあんたい United Nations Security Force in West New Guinea,UNSF）はニューギニア島西部（イリアンジャヤ）に展開した国際連合平和維持活動。国際連合暫定統治機構(UNTEA)と協力し、オランダ領ニューギニアにおけるオランダ軍とインドネシア軍の停戦を監視し治安維持にあたった。

## 概要
イリアンジャヤは19世紀以来オランダ領ニューギニアとしてオランダの植民地であり、1949年にインドネシア独立戦争が終結しインドネシアが新たに独立した後もオランダが統治を行なっていた。これに対しインドネシアはイリアンジャヤを自国領と主張し、イリアンジャヤを西パプアとしてインドネシアとは分離された形で独立させようとしていたオランダと対立していたが、1962年に入りインドネシアは空挺部隊や魚雷艇部隊を投入してイリアンジャヤへの武力介入を本格化させた。
アメリカ合衆国は仲介に乗り出し、8月15日にニューヨーク合意と呼ばれる両者間の合意を取り付けた。合意内容はイリアンジャヤを一時、国連事務総長の監督の下国際連合が統治するものとし、1963年5月1日にインドネシア統治に移管すること、1969年末までに帰属を自己決定させることが取り決められた。国際連合はこれを歓迎し9月21日の国際連合総会決議1752において、事務総長へ適切な措置の実施を求めた。
当時のウ・タント国連事務総長は決議を待たずにニューヨーク合意後直ちに行動を開始しており、8月18日には先遣隊を現地に派遣していた。コンゴ国連軍からの部隊転用やアメリカ空軍第13空軍の支援もあり、総会決議の9月21日までには停戦監視およびインドネシア軍への非軍事物資補給体制を整えていた。10月3日、ニューヨーク合意第7条を根拠に、西部ニューギニアにおける治安維持部隊として設立されたのが西イリアン国際連合保安隊(UNSF)である。パキスタン軍1,500名のほか、アメリカ合衆国およびカナダからの航空機要員76名ほかで構成されていた。
1962年10月1日に国際連合暫定統治機構(UNTEA)がオランダより統治権を移譲された。UNTEAはUNSFと協力して統治の暫定統治を行い、インドネシアへ行政機構を移管することを任務としていた。
UNSFおよびUNTEAの作業は順調に進み、1963年5月1日にオランダからインドネシアへ西部ニューギニアの統治が移譲され、西イリアン国際連合保安隊は解散となった。